# Bugula avicularia
Bugula avicularia är en mossdjursart som först beskrevs av Carl von Linné den yngre 1758.  Bugula avicularia ingår i släktet Bugula och familjen Bugulidae. Arten är reproducerande i Sverige. Inga underarter finns listade i Catalogue of Life.